# Palma il Giovane
Jacopo Negretti (1544 nebo 1548 Benátky – 15. října 1628 Benátky), známější pod pseudonymem Jacopo Palma il Giovane či jednoduše Palma Giovane. Byl prasynovcem benátského malíře Palmy il Vecchio (1480/89–1528). Maloval náboženské obrazy, ale byl i dobrým portrétistou a autorem obrazů s mytologickou tematikou. Navázal na benátské malíře vrcholné renesance, ale po pobytu v Římě se stal reprezentantem benátského manýrismu.

## Životopisná data
Palma il Giovane, vlastním jménem Jacopo Negretti (mladší) se narodil do rodiny s významnou malířskou tradicí. Jeho otec Antonio převzal jméno Palma po svém strýci Palmovi il Vecchio, významném benátském malíři působícím na přelomu 15. a 16. století. Matka Giulia měla za strýce Bonifacia de´Pitati, zvaného Veronese (1487–1553), pracujícího v malířské dílně Palmy il Vecchio. Prostředí rodiny i města vedlo Palmu Giovaneho ke kopírování obrazů benátských renesančních malířů. Při takové činnosti se v roce 1564 setkal s urbinským vévodou Guidobaldem II. della Rovere, který mu umožnil studovat v Římě. Palma Giovane odjel do Říma pravděpodobně až v roce 1567, neboť tři roky působil v Pesaru. Jeho příjezd do Říma potvrzuje dopis Traiana Marie, vyslance urbinského vévody v Říme, datovaný 19. květnem uvedeného roku. Během více než tříletého pobytu v Říme Palma il Giovane se zdokonaloval v kresbě kopírováním Michelangelových kartonů, ale pracoval i pro Vatikánský palác a pro některé římské kostely. Uvádí se také, že jeho kreslířský styl ovlivnili Federico (1540 ?–1609) a Taddeo (1529–1566) Zuccariové. Palma Giovane se pravděpodobně vrátil do Benátek v roce 1570 nebo 1572, kde krátce působil v dílně stárnoucího Tiziana (1488/90–1576). Dokladem toho je nejen jejich společná práce na výzdobě prostor Scuola Grande di San Rocco, ale i Palmovo dokončení mistrova obrazu Pieta (dnes Gallerie dell´Accademia, Benátky). Palmovi je na tomto obraze připisována postava anděla s pochodní a několik retuší. Pro Palmu však větší význam než participace na nedokončeném Tizianově obrazu mělo poznání malířské techniky tohoto benátského velikána.

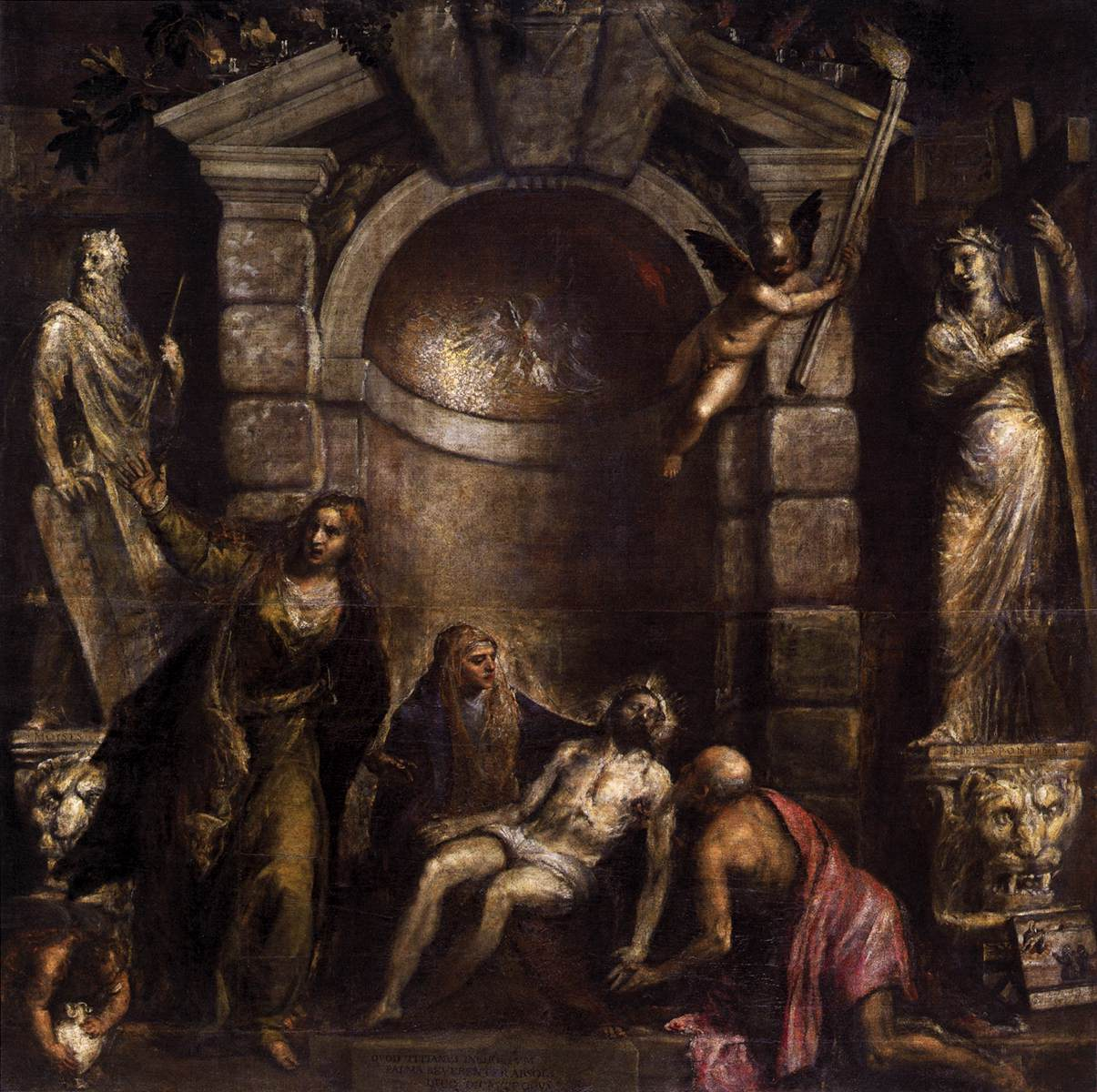
Pieta (1576/80; Tizianův obraz v benátské Gallerii dell´Accademia domaloval Palma il Giovane)

Novou příležitost malíři zajistily dva požáry Dóžecího paláce (1574 a 1577), čímž vznikla potřeba náhrady zničených nebo těžce poškozených děl původně v paláci vystavených. Společně s Jacopem Tintorettem (1518–1594), Paolo Veronesem (1528–1588) a dalšími malíři se Palma il Giovane podílel na nové výzdobě paláce. Proto již po roce 1579 Palma il Giovane začal pracovat na souboru tří velkoplošných pláten určených k výzdobě stropu Sala del Maggior Consiglio (Sál Velké rady). První z obrazů dostal název Benátky korunované Viktorií, bohyní vítězství (1584). Další dvě plátna zobrazující Vítězství Francesca Bemba nad flotilou Filippa Marii Viscontiho a Dóže Andrea Gritti obsazuje Padovu pocházejí z let 1578 až 1584, tj. z období před smrtí Jacopa Tintoretta, Palmova rádce a přítele.

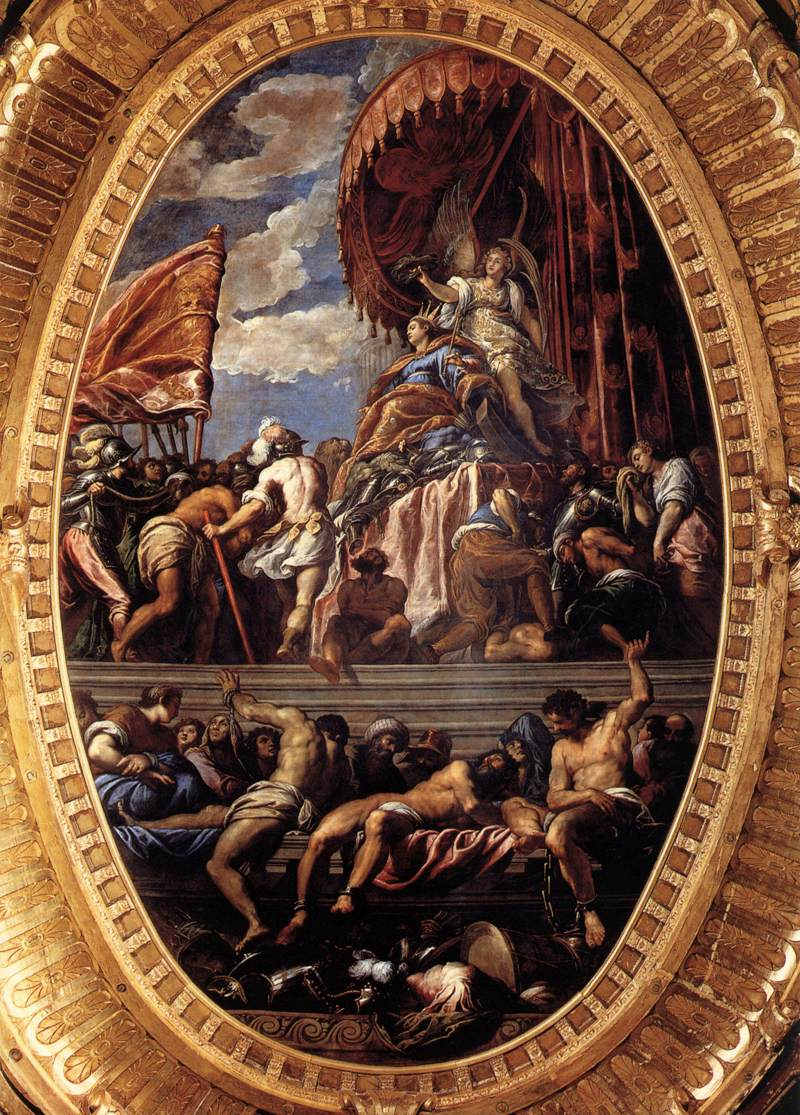
Benátky korunované Viktorií, bohyní vítězství (1584, Sál Velké rady, Dóžecí palác, Benátky)

Poslední Palmovy obrazy pro Dóžecí palác byly datovány až k letům 1594/5. Po Tintorettově smrti se Palma il Giovane stal hlavním představitelem manýristické malby v Benátkách. V roce 1588 se konečně zapsal do cechu benátských malířů zvaného Fraglia. Díky rychlosti s jakou uplatňoval své malířské schopnosti, a také díky pomoci své početné dílny, byl schopen plnit nejen četné objednávky od benátských institucí, ale i z celé oblasti Veneta. V neposlední řadě je třeba zmínit, že dostával objednávky i od císaře Rudolfa II. Habsburského, který byl významným sběratelem malířových obrazů, jež se staly součástí jeho pražské Kunstkomory. Na přelomu 16. a 17. století Palma il Giovane namaloval několik významných pláten pro kostely v oblasti Trevisa: pro dóm v Coneglianu Svatou Kateřinu pokřtěnou poustevníkem, pro kostel Ciano de Mantello oltářní obraz Vzetí Panny Marie na nebesa a pro kostel Zero Branco obraz Madona del Pario. V Benátkách pracoval nejen pro Scuoly, ale i pro tamní kostely. Významně se podílel na výzdobě staré sakristie kostela San Giacomo dall´Orio. Několik pláten pro tuto sakristii namaloval již mezi roky 1577 a 1582, ale poslední plátna byla dokončena až v roce 1604.

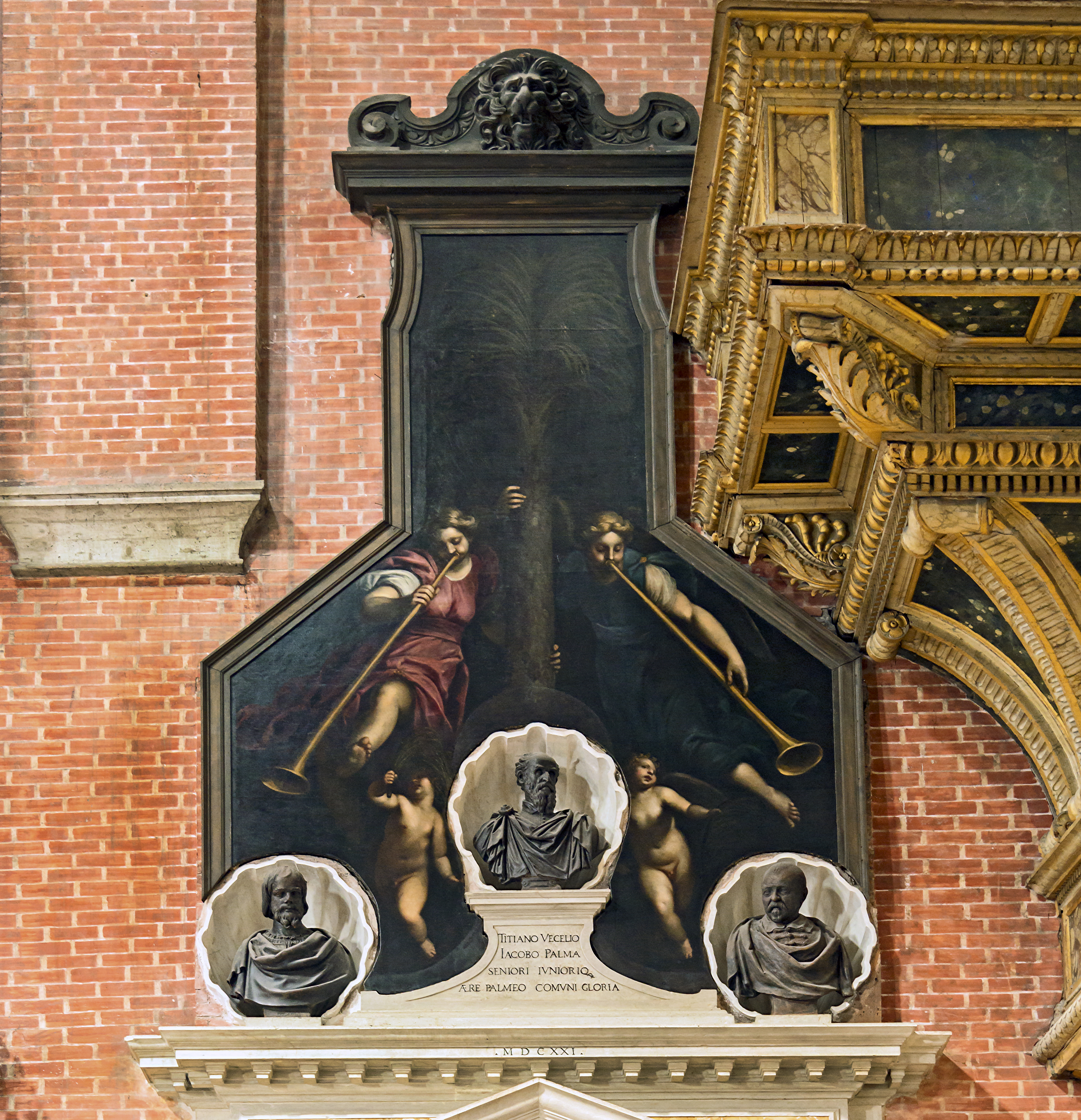
Pohřební monument Palmy il Giovane s bustami Palmy il Vecchio a Tiziana (1521, kostel Santi Giovanni e Paolo, Benátky, Itálie)

Po roce 1615 se tvorba Palmy il Giovane stala více a více komerční a úroveň jednotlivých maleb v lepším slova smyslu stagnovala. Přesto si vysokou uměleckou úroveň udržely malířovy kresby, rytiny a portréty. Palma il Giovane umírá v roce 1528 jako uznávaný malíř a úspěšný prodejce. Díky dřívějším pracím pro dominikány mu bylo dovoleno být později pohřben v jejich benátském kostele Santi Giovanni e Paolo. Vybudování pohřebního monumentu skončilo již v roce 1621, tedy sedm let před malířovou smrtí. Nad vchodem do staré sakristie byl umístěn monument v podobě „palmy“, v níž dominují tři busty – vedle busty Palmy il Giovane také busta jeho prastrýce Palmy il Vecchio a busta Tizianova. Uvádí se, že Tizianovu bustu zhotovil Alessandro Vittoria (1525–1608), zatímco autorem bust Palmy il Vecchio a Palmy il Giovane byl sochař Giacomo Alberelli (1570/80–1644). Dvě Palmovy malby z obou stran dveří jsou personifikací Slávy, což ukazuje na vysokou malířovu prestiž v očích svých současníků.

## Umělecká tvorba
Malba Palmy il Giovane vycházela z jeho poučení na Michelangelových kartonech, které měl možnost kopírovat v Římě. Ještě větší význam pro pozdější malířovu tvorbu mělo důvěrné seznámení se s technikou Tizianovy malby při dokončování mistrovy Piety. V mnoha obrazech Palmy il Giovane je také patrný Tintorettův vliv, jehož neotřelá témata Palma přebíral a dále rozpracovával. Od Tintoretta také převzal neobvyklé pozice či deformace zobrazených postav, stejně jako výrazný kontrast mezi světlem a stínem používaný ke zdůraznění děje. Tyto převzaté prvky byly poprvé patrné v obrazech, které Palma il Giovane namaloval pro starou sakristii benátského kostela San Giacomo dall´Orio.
Obrazy

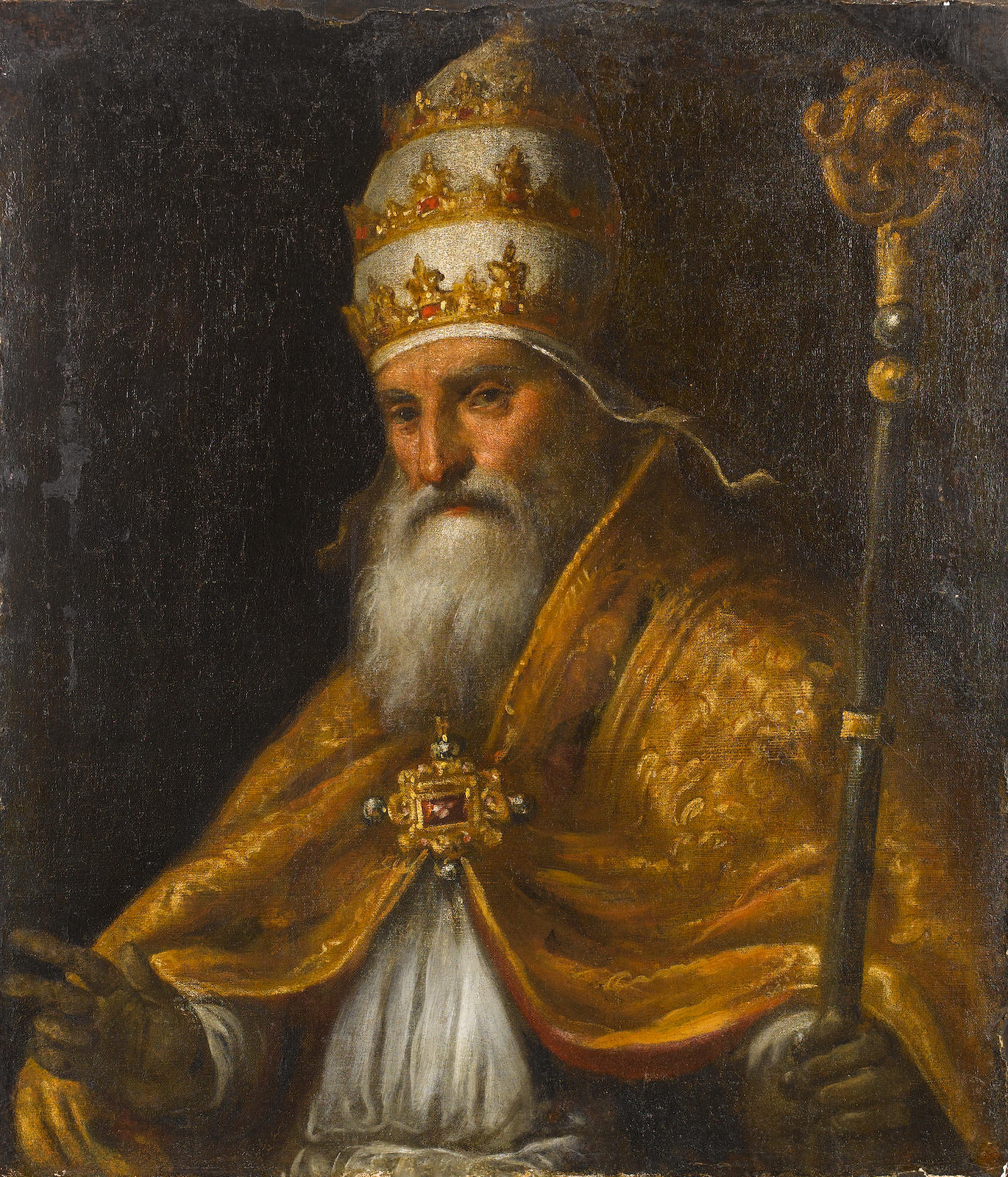
Portrét papeže Pia V. (Museo d´Arte di Cianciano Terme, Itálie)

Po svém návratu z Říma Palma il Giovane získal první významné zakázky. Jednou z nich byla tři velká plátna pro výzdobu stropu v Sala del Maggior Consiglio v Dóžecím paláci. V té době namaloval i obdivovaný Portrét papeže Pia V., který si u Palmy objednala významná sienská rodina Bellanti, ze které pocházeli čtyři sienští Capitani del Popolo. První samostatné objednávky se však malíři dostalo od Giovanne Marii da Ponte, představeného benátského kostela San Giacomo dall´Orio. Palma il Giovane pro sakristii tohoto kostela namaloval devět pláten s náměty ze Starého i Nového zákona, která vykazují Tintorettův vliv. Jedním ze dvou novozákonních témat bylo i nevelké Ukřižování Krista s Pannou Marií a sv. Janem Evangelistou umístěné ve staré sakristii spolu se zbývajícími osmi obrazy. Všech devět pláten Palma namaloval mezi roky 1577 a 1581, přičemž pro některé obrazy převzal témata nejen od Francesca Bassana (1549–1592), ale především od samotného Tintoretta, která mistr použil při výzdobě Sala Superior – Scuola Grande di San Rocco. Da Ponte jako zadavatel byl s cyklem malířových obrazů velmi spokojen a nepřekvapí proto, že další objednávka následovala již v roce 1582. Jednalo se o výzdobu kaple sv. Vavřince. Palma il Giovane pro ni namaloval další dva obrazy s námětem Sv. Vavřinec obdarovává chudé a Umučení sv. Vavřince. Pro později zbudovanou kapli Nejsvětější svátosti při kostele San Giacomo dall´Orie namaloval Palma il Giovane kolem roku 1604 dva velké obrazy nazvané Nesení kříže a Kladení do hrobu. Část plateb za tyto práce však malíř obdržel až v roce 1621.

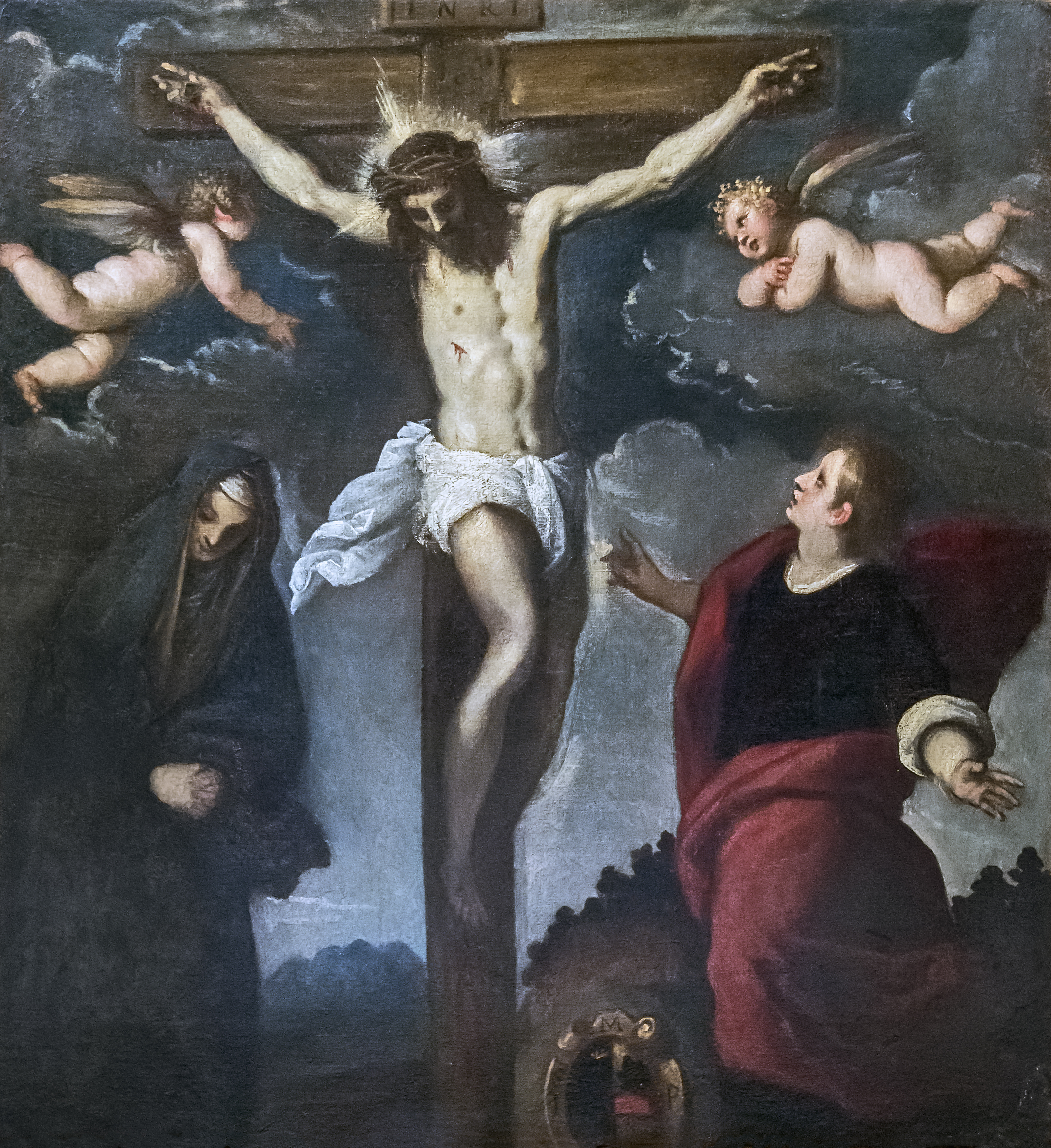
Ukřižování Krista s Pannou Marií a sv. Janem Evangelistou (1580, stará sakristie kostela San Giacomo dall´Orio, Benátky, Itálie)

Již zcela v manýristickém duchu Palma il Giovane namaloval oltářní obraz Umučení sv. Kateřiny Alexandrijské pro benátský kostel Santa Maria Gloriosa dei Frari (1590/94). Mramorový oltář s tímto obrazem byl umístěn v pravé chrámové lodi baziliky „dei Frari“. Obraz zobrazoval násilí prováděné na sv. Kateřině natolik naturalisticky, že mniši původně nechtěli obraz přijmout. Nakonec je o umělecké hodnotě oltářního obrazu přesvědčil Palmův přítel – sochař Alessandro Vittoria (1525–1608), který mu pomáhal získat i některé dřívější umělecké zakázky.

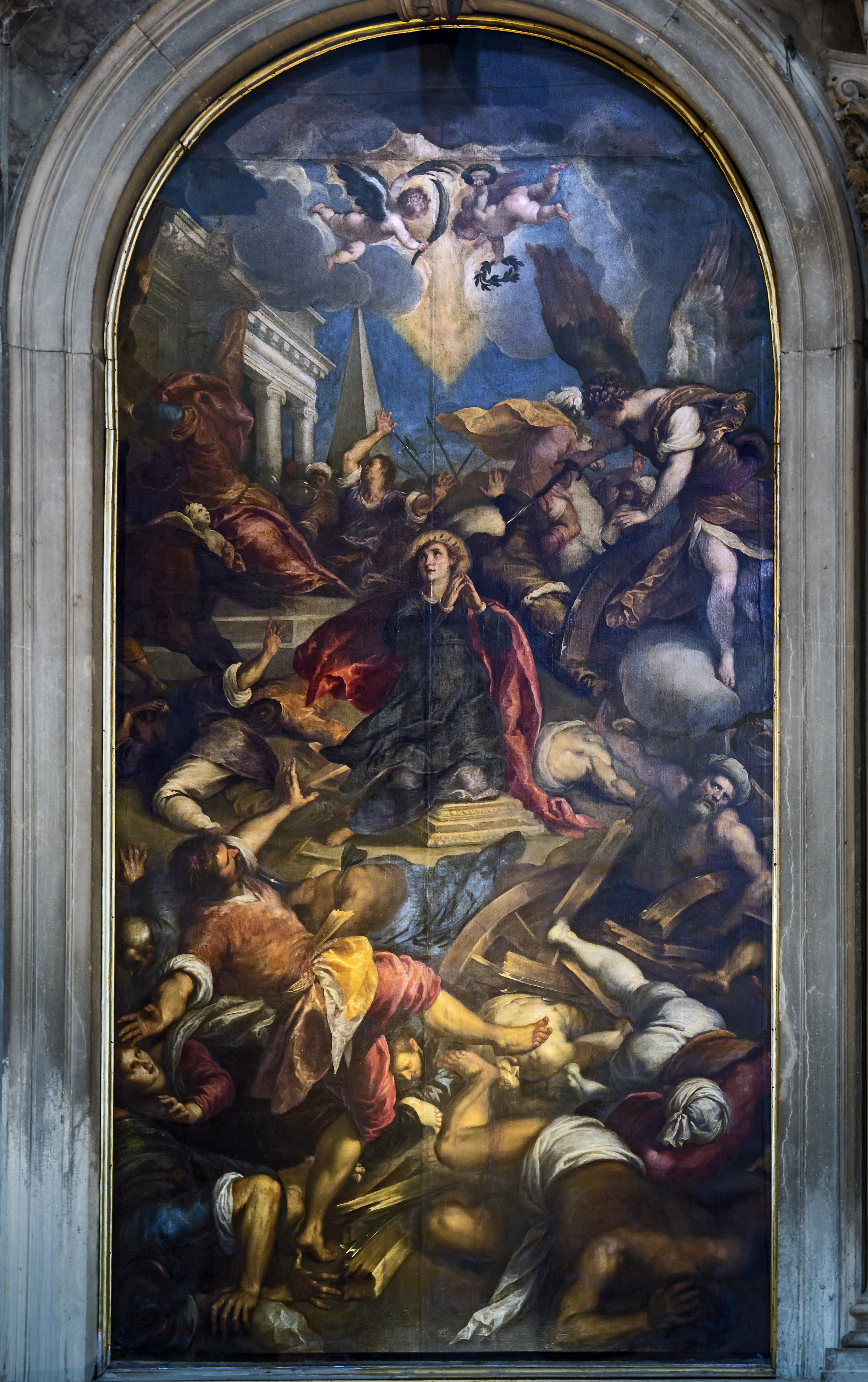
Oltář Umučení sv. Kateřiny Alexandrijské (1590/94, bazilika Santa Maria Gloriosa dei Frari, Benátky, Itálie)

Vedle obrazů pro duchovenstvo a benátské patricie Palma il Giovane maloval i pro císaře Rudolfa II. Habsburského. Jeho sbírky však byly rozchváceny po císařově smrti v roce 1612, takže dnes ve sbírkách na území České republiky existuje devět obrazů, jejichž původ je spojován se jménem tohoto malíře. V jejich závěrečném hodnocení však bylo konstatovano, že určení možného autorství naráží na neznalost malířů působících v Palmově dílně.
Kresby a grafické listy

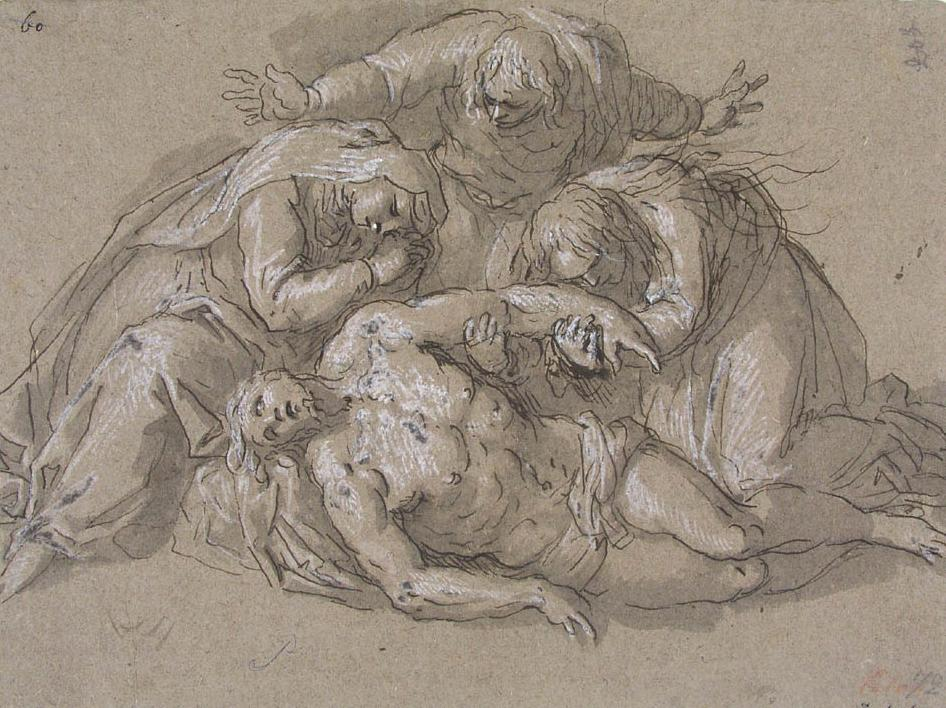
Oplakávání Krista (1610/20, Knihovna Varšavské univerzity, Varšava, Polsko)

Palma il Giovane byl velmi dobrý kreslíř. K dalšímu zlepšení jeho kresebných schopností došlo během Palmova pobytu v Římě. Později jeho kresby sloužily nejen jako vzory pro členy jeho dílny, ale po roce 1615 jsou hlavním dokladem malířovy tvorby. Vysoká kvalita jeho kreseb vzbudila zájem sběratelů ještě za umělcova života, a tak se malíři podařilo z kreseb vytvořit samostatná díla. Pro umělcovu pozdější grafickou tvorbu nepochybně mělo zásadní význam setkání s grafikem Giacomo Francim (1550–1620). Obliba Palmových grafickým listů byla významná již za malířova života. Narůstající popularita malířových obrazů pak způsobila, že se z nich vytrácel autorův rukopis. Na obrazech pracovala Palmova početná dílna, i když v Palmově stylu, takže u mnoha obrazů zůstává autorství možné, ale nikoliv jisté. Jedním z nemnoha skutečně známých spolupracovníků Palmy il Giovane byl Camillo Rama (1586–1627) působící hlavně v Brescii.

## Umělecko-historický význam díla Jacopa Negrettiho, zv. Palma il Giovane
Palma il Giovane své malířské umění založil na tradici malířů benátské vrcholné renesance. Pro malířovu tvorbu byl významným jeho pobyt v Římě, kde se seznamoval především s pracemi Michelangela Buonarrotiho a Raffaela Santi. Hlavního poučení se mu však dostalo až po návratu do Benátek, kde se důvěrně seznámil s Tizianovou technikou malby a Tintorettovými tématy, v nichž zobrazené postavy předjímaly blížící se manýrismus. Ten se plně projevil v dílech Palmy il Giovane na přelomu 16. a 17. století. Po smrtí velkých Benátčanů Palma il Giovane zůstal jediným, který pokračoval v jejich malířském stylu dovedenému až k akademismu. Postupně však přenechával malířské zakázky na dílně, která je dovedla až k umělecké marginalizaci. Sedmnácté století se tak pro benátské malířství stalo obdobím stagnace spojené s absencí nových podnětů. Teprve v druhé polovině 17. století vnesl příchod umělců nebenátského původu do benátské malby barokní styl.